# Världsmästerskapen i friidrott 2005
Världsmästerskapen i friidrott 2005 är världsmästerskapet i friidrott, arrangerat av IAAF. Huvudanläggningen var Olympiastadion i  Helsingfors och evenemanget ägde rum mellan 6 och 14 augusti 2005. Det var först planerat att London skulle vara arrangörsort, men det brittiska parlamentet sa nej till att bygga en ny anläggning på Picketts Lock. Den 26 november 2001 beslutades att hålla evenemanget på annan ort. Vid ett möte i Nairobi i Kenya den 14 april 2002 beslöts att tilldela Helsingfors värdskapet. Andra kandidater var Berlin i Tyskland, Bryssel i Belgien, Budapest i Ungern, Moskva i Ryssland och Rom i Italien.

## Uteblivna deltagare

### Jamaica
- Asafa Powell

### Sverige
- Christian Olsson stod över VM efter att en fotskada han ådrog sig vid Aten-OS 2004 gjort sig påmind.
- Staffan Strand stod över årets VM efter att ha ådragit sig en stressfraktur i båtbenet.

### USA
- Tim Montgomery

## Dag för dag

### Dag 1 – 6 augusti
Spelen invigdes och mästerskapens första guldmedaljör blev Jefferson Perez från Ecuador som vann 20 km gång för herrar. Sjukampen med Carolina Klüft inleddes denna dag med 100 meter häck, höjdhopp, kulstötning och 200 meter. 
I herrarnas kulstötning tog Adam Nelson sitt första guld i ett internationellt mästerskap med 21,73, och på damernas 10 000 meter la Etiopien beslag på alla tre medaljer med Tirunesh Dibaba i spetsen.

### Dag 2 – 7 augusti
På förmiddagen noterades mästerskapets första världsrekord när Olimpiada Ivanova från Ryssland vann damernas 20 km gång.
Sjukampen avgjordes under dagen med längdhopp, spjutkastning och 800 meter och vanns av Carolina Klüft med 6887 poäng (13,19 - 1,82 - 15,02 - 23,70 - 6,87 - 47,20 - 2:08,89). Barber blev tvåa på 6824 poäng.
I damernas tresteg tog Jamaicas Trecia Smith guldet i favoriten Tatjana Lebedjevas frånvaro, Lebedjeva hade problem med en hälsena och valde att stå över finalen.
På herrarnas 100 meter tog Justin Gatlin ett väntat guld med tiden 9,88, hela 17 hundradelar före tvåan Michael Frater. Gatlin siktade på att ta guld på både 100 meter, 200 meter och korta stafetten vid samma VM, något som bara Maurice Greene har gjort före honom.

### Dag 3 – 8 augusti
I damernas höjdhoppsfinal vann Kajsa Bergqvist, Chaunte Howard från USA som med sitt tredje 2-metershopp (2,00) i karriären tog silvermedaljen och Emma Green slog personligt rekord (1,96) och tog brons.
Etiopiens Kenenisa Bekele tog ett väntat guld på 10 000 m herrar, och Uganda fick sin första VM-medalj någonsin genom 3 000 m hinder-löparen Dorcus Inzikuru. I damernas 100 meters-final var Christine Arron huvudfavorit efter tre fina lopp i kval, kvartsfinal och semifinal, som så många gånger förut misslyckades hon dock med att uppvisa samma fina form i finalen och kom trea efter Lauryn Williams och Veronica Campbell.

### Dag 4 – 9 augusti
Dagen präglades av det dåliga vädret. Först stördes herrarnas stavhoppskval av kraftiga vindar. Senare började det dessutom regna kraftigt, vilket gjorde att tävlingarna avbröts i två timmar. Arrangörerna blev också tvungna att flytta runt i programmet eftersom allt inte kunde genomföras på de utsatta tiderna.
Till slut kunde dock de flesta tävlingarna genomföras och arrangörernas största huvudbry, herrarnas tiokamp, kunde slutföra sina fem första grenar som de skulle. Dessutom sprangs 3000 m hinder herrar med storfavoriten Saif Saaeed Shaheen som segrare. 
I damernas 800-metersfinal kom den tidigare så dominerande Maria Mutola på fjärde plats, precis som i OS 2004, vann gjorde Zulia Calatayud. I herrarnas 400 meter häck-final bröt storfavoriten Felix Sanchez på grund av skada. Det blev istället dubbelt USA genom Bershawn Jackson och James Carter.

### Dag 5 – 10 augusti
Under hela dagen fortgick också tiokampen, och trots en sistaplacering i det avslutande 1500 meters-loppet blev USA:s Bryan Clay världsmästare med 8732 poäng. Andra finaler som avgjordes under kvällen var damernas längdhopp där den ryska favoriten Tatjana Kotova fick se sig besegrad av amerikanskan Tianna Madison, som vann på det nya personrekordet 6,89, herrarnas 1500 meter där Rashid Ramzi segrade och 400 meter damer där Tonique Williams-Darling vann. 
Kvällens höjdpunkt sett ur den finländska publikens perspektiv var dock herrarnas spjutfinal där hemmahoppet Tero Pitkämäki var en av favoriterna. Den främsta utmanaren ansågs Sergej Makarov vara. Det var också Makarov som tog ledningen i första omgången för att i andra omgången öka på med ytterligare 2½ meter. I tredje omgången tog dock Andreas Thorkildsen över ledningen med 83,41, 11 cm längre än Makarovs ledarkast. I den fjärde omgången vräkte sedan estländaren Andrus Värnik iväg spjutet 87,17 meter, ett kast som skulle visa sig räcka ända till guld. Pitkämäki slutade på en fjärdeplats.

### Dag 6 – 11 augusti
Denna dag avgjordes hela fem finaler med både väntade och oväntade segrare. Den största överraskningen denna dag var Nederländernas Rens Blom som oväntat vann stavhoppsfinalen. Segrarresultatet var 5,80.
En mera väntad segrare var Justin Gatlin som vann 200 meter före tre av sina landsmän. Det var första gången någonsin ett land lade beslag på de första fyra placeringarna i en och samma gren. Normalt får en nation bara ställa upp med tre deltagare i samma gren, men den regerande världsmästaren får alltid en friplats utöver dessa tre. 
I damernas diskus vann Franka Dietzsch med 66,56. I 100 meter häck vann Michelle Perry. I ganska jämn trestegsfinal vann Walter Davis med 15 cm tillgodo på tvåan. 

### Dag 7 – 12 augusti
Under dagen avgjordes också 50 kilometer gång där Sergej Kiryjapkin segrade.
I finalpasset i stavhopp slog Jelena Isinbajeva sin vana trogen världsrekord med 5,01. Hon vann med hela 41 centimeter till godo på tvåan. I damernas 200 meters-final var Christine Arron ännu en gång favorit efter fina resultat på sin väg till finalen, men hon blev ännu en gång bronsmedaljör, slagen av amerikanskorna Allyson Felix och Rachelle Boone-Smith. I en mycket jämn final på 110 meter häck vann Ladji Doqcoure före Xiang Liu och Allen Johnson. Alla medaljörer återfanns inom 3 hundradelar av en sekund. I damernas slägga blev det ryskt på både första och tredje plats. Olga Kuzensova förbättrade sig vid varje kast och kunde till slut vinna på 75,10.
Justin Gatlin fick denna dag se sina drömmar om tre guld vid samma världsmästerskap grusade då hans lagkamrater tappade pinnen vid första växlingen i kvalheatet på 4x100 meter.

### Dag 8 – 13 augusti
Under dagen avverkades herrarnas maraton där Jaouad Gharib blev den förste någonsin att försvara ett VM-guld på sträckan. På en överraskande andraplats kom Christopher Isegwe från Tanzania som slog personbästa med ett par minuter.
I damernas kulstötning var Nadezjda Ostaptjuk den ende som stötte över 20 meter, och hon gjorde det dessutom i samtliga sina fyra giltiga stötar. Den längsta mätte 20,51. I 400 meter häck-finalen vann Julija Petjonkina ett väntat guld, även om hon pressades en del av två amerikanskor som båda slog personligt rekord. I herrarnas längdhopp tog så Tommi Evilä hemmanationens efterlängtade medalj när han tog brons med 8,25 (ej finländskt rekord på grund av för mycket medvind), endast en centimeter före fyran. Tämligen överlägsen vinnare var Dwight Phillips som hoppade 8,60 i första hoppet och sedan följde upp med fem raka övertramp.
På damernas 5000 meter tog för andra gången i historien samma nation de fyra första platserna i samma gren. Tirunesh Dibaba försvade sitt guld från Paris-VM före tre landsmaninnor, däribland sin lillasyster Ejegayehu Dibaba som tog bronset.
I de båda korta stafetterna vann USA på damsidan och Frankrike på herrsidan. De franska herrarna vann med bara 2 hundradelar tillgodo på Trinidad och Tobago.

### Dag 9 – 14 augusti
På detta världsmästerskaps sista dag vann Paula Radcliffe äntligen ett maraton vid ett stort mästerskap. 
Det slogs även ett världsrekord denna dag då Osleidys Menendez hivade iväg sitt spjut 71,70 meter. Vad som dock gjorde denna tävling till den bästa någonsin var att det för första gången var två kastare som kastade över 70 meter. Christina Obergföll kastade som andra kvinna någonsin över 70 meter, 70,03. En annan som hade en bra dag var Danmarks Christina Scherwin som slog danskt rekord två gånger om i finalen och kom fyra med 63,43.
I herrarnas höjdhoppsfinal vannr Jurij Krymarenko som hoppade 2,32.
På 800 meter vann 1500 meters-mästaren Rashid Ramzi ännu en gång. I damernas 1500 meters-final var tre ryskor först i mål, men en av dessa, Julija Tjisenko, blev senare diskvalificerade. På 5000 meter herrar bröt kenyanen Benjamin Limo den förväntade etiopiska dominansen och tog guld. Dessutom tog Australiens Craig Mottram brons, den första medaljören på distansen sedan 1987 som inte är född i Afrika (Marockofödde Mohammed Mourhit tog guld för Belgien 1999).
Mästerskapens två sista grenar var de båda stafetterna över 4*400 meter. Rysslands damer och USA:s herrar tog väntade guld. 

## Dopning
IAAF genomförde sitt största antidopingprogram någonsin vid ett friidrottsevenemang där 705 friidrottare genomgick totalt 884 tester. 
Två friidrottare misslyckades med sina dopingtester: Indiska diskuskastaren Neelam Jaswant Singh testade positivt för stimulerande pemolin och ukrainske släggkastaren Vladislav Piskunov testade positivt for steroiden drostanolon. Singh fick en tvåårig avstängning, medan Piskunov fick en livstidsavstängning från friidrott då det var andra gången han hade testat positivt för doping.
I mars 2013 meddelade IAAF att omtestning av prover tagna från mästerskapet visade att fem medaljvinnare hade visat positivt för förbjudna substanser. De inblandade friidrottarna var belarusiska Nadzeja Astaptjuk (guld i kulstötning), belarusiske Ivan Tsichan (guld i släggkastning), ryska Olga Kuzenkova (guld i släggkastning), ryska Tatiana Kotova (silver i längdhopp) och belarusiske Vadzim Dzevjatoŭski (silver i släggkastning). Belarusiske Andrej Michnevitj (6:e plats i kulstötning) hade också testat positivt och diskvalificerades.

## Medaljsummering

### Herrar
| Gren           | Guld | Guld | Silver | Silver | Brons | Brons |
| 100 m          | Justin Gatlin | USA | Michael Frater | Jamaica | Kim Collins | Saint Kitts & Nevis |
| 100 m          | 9,88 SB | 9,88 SB | 10,05 | 10,05 | 10,05 | 10,05 |
| 200 m          | Justin Gatlin | USA | Wallace Spearmon | USA | John Capel | USA |
| 200 m          | 20,04 | 20,04 | 20,20 | 20,20 | 20,31 SB | 20,31 SB |
| 400 m          | Jeremy Wariner | USA | Andrew Rock | USA | Tyler Christopher | Kanada |
| 400 m          | 43,93 WL | 43,93 WL | 44,35 PB | 44,35 PB | 44,44 NR | 44,44 NR |
| 800 m          | Rashid Ramzi | Bahrain | Jurij Borzakovskij | Ryssland | William Yiampoy | Kenya |
| 800 m          | 1:44,24 PB | 1:44,24 PB | 1:44,51 | 1:44,51 | 1:44,55 | 1:44,55 |
| 1 500 m        | Rashid Ramzi | Bahrain | Adil Kaouch | Marocko | Rui Silva | Portugal |
| 1 500 m        | 3:37,88 | 3:37,88 | 3:38,00 SB | 3:38,00 SB | 3:38,02 | 3:38,02 |
| 5 000 m        | Benjamin Limo | Kenya | Sileshi Sihine | Etiopien | Craig Mottram | Australien |
| 5 000 m        | 13:32,55 | 13:32,55 | 13:32,81 | 13:32,81 | 13:32,96 | 13:32,96 |
| 10 000 m       | Kenenisa Bekele | Etiopien | Sileshi Sihine | Etiopien | Moses Mosop | Kenya |
| 10 000 m       | 27:08,33 | 27:08,33 | 27:08,87 | 27:08,87 | 27:08,96 PB | 27:08,96 PB |
| 110 m häck     | Ladji Doucouré | Frankrike | Liu Xiang | Kina | Allen Johnson | USA |
| 110 m häck     | 13,07 | 13,07 | 13,08 | 13,08 | 13,10 | 13,10 |
| 400 m häck     | Bershawn Jackson | USA | James Carter | USA | Dai Tamesue | Japan |
| 400 m häck     | 47,30 PB | 47,30 PB | 47,43 PB | 47,43 PB | 48,10 PB | 48,10 PB |
| 3 000 m hinder | Saif Saaeed Shaheen | Qatar | Ezekiel Kemboi | Kenya | Brimin Kipruto | Kenya |
| 3 000 m hinder | 8:13,31 | 8:13,31 | 8:14,95 | 8:14,95 | 8:15,30 | 8:15,30 |
| Maraton        | Jaouad Gharib | Marocko | Christopher Isegwe | Tanzania | Tsuyoshi Ogata | Japan |
| Maraton        | 2:10:10 | 2:10:10 | 2:10:21 PB | 2:10:21 PB | 2:11:16 SB | 2:11:16 SB |
| 20 km gång     | Jefferson Perez | Ecuador | Francisco Javier Fernandez                                                                                                  | Spanien | Juan Manuel Molina | Spanien |
| 20 km gång     | 1:18:35 SB | 1:18:35 SB | 1:19:36 | 1:19:36 | 1:19:44 PB | 1:19:44 PB |
| 50 km gång     | Sergej Kirdjapkin | Ryssland | Aleksej Vojevodin | Ryssland | Alex Schwazer | Italien |
| 50 km gång     | 3:38:08 PB | 3:38:08 PB | 3:41:25 | 3:41:25 | 3:41:54 NR | 3:41:54 NR |
| Tiokamp        | Bryan Clay | USA | Roman Šebrle | Tjeckien | Attila Zsivóczky | Ungern |
| Tiokamp        | 8732 WL | 8732 WL | 8521 | 8521 | 8385 | 8385 |
| Längdhopp      | Dwight Phillips | USA | Ignisious Gaisah | Ghana | Tommi Evilä | Finland |
| Längdhopp      | 8,60 WL | 8,60 WL | 8,34 NR | 8,34 NR | 8,25 | 8,25 |
| Tresteg        | Walter Davis | USA | Yoandri Betanzos | Kuba | Marian Oprea | Rumänien |
| Tresteg        | 17,57 SB | 17,57 SB | 17,42 SB | 17,42 SB | 17,40 | 17,40 |
| Höjdhopp       | Jurij Krymarenko | Ukraina | Víctor Moya | Kuba | | |
| Höjdhopp       | Jurij Krymarenko | Ukraina | Jaroslav Rybakov | Ryssland | | |
| Höjdhopp       | 2,32 | 2,32 | 2,29 PB för Moya | 2,29 PB för Moya | | |
| Stavhopp       | Rens Blom | Nederländerna | Brad Walker | USA | Pavel Gerasimov | Ryssland |
| Stavhopp       | 5,80 SB | 5,80 SB | 5,75 | 5,75 | 5,65 SB | 5,65 SB |
| Kula           | Adam Nelson | USA | Rutger Smith | Nederländerna | Ralf Bartels | Tyskland |
| Kula           | 21,73 SB | 21,73 SB | 21,29 | 21,29 | 20,99 | 20,99 |
| Diskus         | Virgilijus Alekna | Litauen | Gerd Kanter | Estland | Michael Möllenbeck | Tyskland |
| Diskus         | 70,17 CR | 70,17 CR | 68,57 | 68,57 | 65,95 | 65,95 |
| Spjut          | Andrus Värnik | Estland | Andreas Thorkildsen | Norge | Sergej Makarov | Ryssland |
| Spjut          | 87,17 | 87,17 | 86,18 | 86,18 | 83,54 | 83,54 |
| Slägga         | Vadim Devjatovskij | Vitryssland | Szymon Ziólkowski | Polen | Markus Esser | Tyskland |
| Slägga         | 82,60 | 82,60 | 79,35 SB | 79,35 SB | 79,16 | 79,16 |
| 4x100 m        | Frankrike | Frankrike | Trinidad & Tobago | Trinidad & Tobago | Storbritannien | Storbritannien |
| 4x100 m        | Ladji Doucouré Ronald Pognon Eddy De Lépine Lueyi Dovy                                                                      | Ladji Doucouré Ronald Pognon Eddy De Lépine Lueyi Dovy                                                                      | Kevon Pierre Marc Burns Jacey Harper Darrel Brown                                                                           | Kevon Pierre Marc Burns Jacey Harper Darrel Brown                                                                           | Jason Gardener Marlon Devonish Christian Malcolm Mark Lewis-Francis                                                         | Jason Gardener Marlon Devonish Christian Malcolm Mark Lewis-Francis                                                         |
| 4x100 m        | 38,08 WL | 38,08 WL | 38,10 NR | 38,10 NR | 38,27 SB | 38,27 SB |
| 4x400 m        | USA | USA | Bahamas | Bahamas | Jamaica | Jamaica |
| 4x400 m        | Andrew Rock Derrick Brew Darold Williamson Jeremy Wariner                                                                   | Andrew Rock Derrick Brew Darold Williamson Jeremy Wariner                                                                   | Nathaniel McKinney Avard Moncur Andrae Williams Christopher Brown                                                           | Nathaniel McKinney Avard Moncur Andrae Williams Christopher Brown                                                           | Sanjay Ayre Brandon Simpson Lansford Spence Davian Clarke                                                                   | Sanjay Ayre Brandon Simpson Lansford Spence Davian Clarke                                                                   |
| 4x400 m        | 2:56,91 WL | 2:56,91 WL | 2:57,32 NR | 2:57,32 NR | 2:58,07 SB | 2:58,07 SB |
| Förkortningar  | CR = Mästerskapsrekord \| NR = Nationsrekord \| PB = Personligt rekord \| SB = Säsongens personbästa \| WL = Världsårsbästa | CR = Mästerskapsrekord \| NR = Nationsrekord \| PB = Personligt rekord \| SB = Säsongens personbästa \| WL = Världsårsbästa | CR = Mästerskapsrekord \| NR = Nationsrekord \| PB = Personligt rekord \| SB = Säsongens personbästa \| WL = Världsårsbästa | CR = Mästerskapsrekord \| NR = Nationsrekord \| PB = Personligt rekord \| SB = Säsongens personbästa \| WL = Världsårsbästa | CR = Mästerskapsrekord \| NR = Nationsrekord \| PB = Personligt rekord \| SB = Säsongens personbästa \| WL = Världsårsbästa | CR = Mästerskapsrekord \| NR = Nationsrekord \| PB = Personligt rekord \| SB = Säsongens personbästa \| WL = Världsårsbästa |

### Damer
| Gren           | Guld | Guld | Silver | Silver | Brons | Brons |
| 100 m          | Lauryn Williams | USA | Veronica Campbell | Jamaica | Christine Arron | Frankrike |
| 100 m          | 10,93 | 10,93 | 10,95 SB | 10,95 SB | 10,98 | 10,98 |
| 200 m          | Allyson Felix | USA | Rachelle Boone-Smith | USA | Christine Arron | Frankrike |
| 200 m          | 22,16 | 22,16 | 22,31 | 22,31 | 22,31 SB | 22,31 SB |
| 400 m          | Tonique Williams-Darling | Bahamas | Sanya Richards | USA | Ana Guevara | Mexiko |
| 400 m          | 49,55 SB | 49,55 SB | 49,74 | 49,74 | 49,81 | 49,81 |
| 800 m          | Zulia Calatayud | Kuba | Hasna Benhassi | Marocko | Tatjana Andrianova | Ryssland |
| 800 m          | 1:58,82 | 1:58,82 | 1:59,41 | 1:59,41 | 1:29,60 | 1:29,60 |
| 1 500 m        | Tatjana Tomasjova | Ryssland | Olga Jegorova | Ryssland | Bouchra Ghezielle | Frankrike |
| 1 500 m        | 4:00,35 SB | 4:00,35 SB | 4:01,46 | 4:01,46 | 4:02,45 | 4:02,45 |
| 5 000 m        | Tirunesh Dibaba | Etiopien | Meseret Defar | Etiopien | Ejegayehu Dibaba | Etiopien |
| 5 000 m        | 14:38,59 CR | 14:38,59 CR | 14:39,54 | 14:39,54 | 14:42,47 | 14:42,47 |
| 10 000 m       | Tirunesh Dibaba | Etiopien | Berhane Adere | Etiopien | Ejegayehu Dibaba | Etiopien |
| 10 000 m       | 30:24,02 | 30:24,02 | 30:25,41 SB | 30:25,41 SB | 30:26,00 | 30:26,00 |
| 100 m häck     | Michelle Perry | USA | Delloreen Ennis-London | Jamaica | Brigitte Foster-Hylton | Jamaica |
| 100 m häck     | 12,66 | 12,66 | 12,76 | 12,76 | 12,76 | 12,76 |
| 400 m häck     | Julija Petjonkina | Ryssland | Lashinda Demus | USA | Sandra Glover | USA |
| 400 m häck     | 52,90 WL | 52,90 WL | 53,27 PB | 53,27 PB | 53,32 PB | 53,32 PB |
| 3 000 m hinder | Docus Inzikuru | Uganda | Jekaterina Volkova | Ryssland | Jeruto Kiptum | Kenya |
| 3 000 m hinder | 9:18,24 CR | 9:18,24 CR | 9:20,49 PB | 9:20,49 PB | 9:26,95 NR | 9:26,95 NR |
| Maraton        | Paula Radcliffe | Storbritannien | Catherine Ndereba | Kenya | Constantina Tomescu | Rumänien |
| Maraton        | 2:20:57 CR | 2:20:57 CR | 2:22:01 SB | 2:22:01 SB | 2:23:19 | 2:23:19 |
| 20 km gång     | Olimpiada Ivanova | Ryssland | Ryta Turava | Vitryssland | Susana Feitor | Portugal |
| 20 km gång     | 1:25:41 WR | 1:25:41 WR | 1:27:05 PB | 1:27:05 PB | 1:28:44 SB | 1:28:44 SB |
| Sjukamp        | Carolina Klüft | Sverige | Eunice Barber | Frankrike | Margaret Simpson | Ghana |
| Sjukamp        | 6887 SB | 6887 SB | 6824 | 6824 | 6375 | 6375 |
| Längdhopp      | Tianna Madison | USA | Eunice Barber | Frankrike | Yargelis Savigne | Kuba |
| Längdhopp      | 6,89 PB | 6,89 PB | 6,76 | 6,76 | 6,69 | 6,69 |
| Tresteg        | Trecia Smith | Jamaica | Yargelis Savigne | Kuba | Anna Pjatych | Ryssland |
| Tresteg        | 15,11 WL | 15,11 WL | 14,82 PB | 14,82 PB | 14,78 | 14,78 |
| Höjdhopp       | Kajsa Bergqvist | Sverige | Chaunte Howard | USA | Emma Green | Sverige |
| Höjdhopp       | 2,02 | 2,02 | 2,00 | 2,00 | 1,96 | 1,96 |
| Stavhopp       | Jelena Isinbajeva | Ryssland | Monika Pyrek | Polen | Pavla Hamácková | Tjeckien |
| Stavhopp       | 5,01 WR | 5,01 WR | 4,60 | 4,60 | 4,50 | 4,50 |
| Kula           | Olga Rjabinkina | Ryssland | Valerie Vili | Nya Zeeland | Nadine Kleinert | Tyskland |
| Kula           | 19,64 | 19,64 | 19,62 | 19,62 | 19,07 | 19,07 |
| Diskus         | Franka Dietzsch | Tyskland | Natalja Sadova | Ryssland | Věra Pospíšilová-Cechlová | Tjeckien |
| Diskus         | 66,56 SB | 66,56 SB | 64,33 | 64,33 | 63,19 | 63,19 |
| Spjut          | Osleidys Menéndez | Kuba | Christina Obergföll | Tyskland | Steffi Nerius | Tyskland |
| Spjut          | 71,70 WR | 71,70 WR | 70,03 AR | 70,03 AR | 65,96 | 65,96 |
| Slägga         | Yipsi Moreno | Kuba | Tatjana Lysenko | Ryssland | Manuela Montebrun | Frankrike |
| Slägga         | 73,08 | 73,08 | 72,46 | 72,46 | 71,41 | 71,41 |
| 4x100 m        | USA | USA | Jamaica | Jamaica | Vitryssland | Vitryssland |
| 4x100 m        | Angela Daigle Muna Lee Me'Lisa Barber Lauryn Williams | Angela Daigle Muna Lee Me'Lisa Barber Lauryn Williams | Danielle Browning Sherone Simpson Aleen Bailey Veronica Campbell | Danielle Browning Sherone Simpson Aleen Bailey Veronica Campbell | Julija Nesterenko Natalia Sologub Alena Nevmerzjitskaja Oksana Dragun | Julija Nesterenko Natalia Sologub Alena Nevmerzjitskaja Oksana Dragun |
| 4x100 m        | 41,78 WL | 41,78 WL | 41,99 SB | 41,99 SB | 42,56 NR | 42,56 NR |
| 4x400 m        | Ryssland | Ryssland | Jamaica | Jamaica | Storbritannien | Storbritannien |
| 4x400 m        | Julija Petjonkina Olesia Krasnomovets Natalia Antjuch Svetlana Pospelova                                                                                                  | Julija Petjonkina Olesia Krasnomovets Natalia Antjuch Svetlana Pospelova                                                                                                  | Shericka Williams Novlene Williams Ronetta Smith Lorraine Fenton | Shericka Williams Novlene Williams Ronetta Smith Lorraine Fenton | Lee McConnell Donna Fraser Nicola Sanders Christine Ohuruogu | Lee McConnell Donna Fraser Nicola Sanders Christine Ohuruogu |
| 4x400 m        | 3:20,95 | 3:20,95 | 3:23,29 SB | 3:23,29 SB | 3:24,44 SB | 3:24,44 SB |
| Förkortningar  | WR = Världsrekord \| AR = Världsdelsrekord \| CR = Mästerskapsrekord \| NR = Nationsrekord \| PB = Personligt rekord \| SB = Säsongens personbästa \| WL = Världsårsbästa | WR = Världsrekord \| AR = Världsdelsrekord \| CR = Mästerskapsrekord \| NR = Nationsrekord \| PB = Personligt rekord \| SB = Säsongens personbästa \| WL = Världsårsbästa | WR = Världsrekord \| AR = Världsdelsrekord \| CR = Mästerskapsrekord \| NR = Nationsrekord \| PB = Personligt rekord \| SB = Säsongens personbästa \| WL = Världsårsbästa | WR = Världsrekord \| AR = Världsdelsrekord \| CR = Mästerskapsrekord \| NR = Nationsrekord \| PB = Personligt rekord \| SB = Säsongens personbästa \| WL = Världsårsbästa | WR = Världsrekord \| AR = Världsdelsrekord \| CR = Mästerskapsrekord \| NR = Nationsrekord \| PB = Personligt rekord \| SB = Säsongens personbästa \| WL = Världsårsbästa | WR = Världsrekord \| AR = Världsdelsrekord \| CR = Mästerskapsrekord \| NR = Nationsrekord \| PB = Personligt rekord \| SB = Säsongens personbästa \| WL = Världsårsbästa |

### Medaljliga per land
*   Värdland ( Finland)
| Nr                   | Nation                      | Guld | Silver | Brons | Totalt |
| -------------------- | --------------------------- | ---- | ------ | ----- | ------ |
| 1                    | USA (USA)                   | 14   | 8      | 3     | 25     |
| 2                    | Ryssland (RUS)              | 7    | 7      | 4     | 18     |
| 3                    | Etiopien (ETH)              | 3    | 4      | 2     | 9      |
| 4                    | Kuba (CUB)                  | 3    | 3      | 1     | 7      |
| 5                    | Frankrike (FRA)             | 2    | 2      | 4     | 8      |
| 6                    | Sverige (SWE)               | 2    | 0      | 1     | 3      |
| 7                    | Bahrain (BHR)               | 2    | 0      | 0     | 2      |
| 8                    | Jamaica (JAM)               | 1    | 5      | 2     | 8      |
| 9                    | Kenya (KEN)                 | 1    | 2      | 4     | 7      |
| 10                   | Marocko (MAR)               | 1    | 2      | 0     | 3      |
| 11                   | Tyskland (GER)              | 1    | 1      | 5     | 7      |
| 12                   | Belarus (BLR)               | 1    | 1      | 1     | 3      |
| 13                   | Bahamas (BAH)               | 1    | 1      | 0     | 2      |
| 13                   | Estland (EST)               | 1    | 1      | 0     | 2      |
| 13                   | Nederländerna (NED)         | 1    | 1      | 0     | 2      |
| 16                   | Storbritannien (GBR)        | 1    | 0      | 2     | 3      |
| 17                   | Ecuador (ECU)               | 1    | 0      | 0     | 1      |
| 17                   | Litauen (LTU)               | 1    | 0      | 0     | 1      |
| 17                   | Qatar (QAT)                 | 1    | 0      | 0     | 1      |
| 17                   | Uganda (UGA)                | 1    | 0      | 0     | 1      |
| 17                   | Ukraina (UKR)               | 1    | 0      | 0     | 1      |
| 22                   | Polen (POL)                 | 0    | 2      | 0     | 2      |
| 23                   | Tjeckien (CZE)              | 0    | 1      | 2     | 3      |
| 24                   | Ghana (GHA)                 | 0    | 1      | 1     | 2      |
| 24                   | Spanien (ESP)               | 0    | 1      | 1     | 2      |
| 26                   | Kina (CHN)                  | 0    | 1      | 0     | 1      |
| 26                   | Norge (NOR)                 | 0    | 1      | 0     | 1      |
| 26                   | Nya Zeeland (NZL)           | 0    | 1      | 0     | 1      |
| 26                   | Tanzania (TAN)              | 0    | 1      | 0     | 1      |
| 26                   | Trinidad och Tobago (TRI)   | 0    | 1      | 0     | 1      |
| 31                   | Japan (JPN)                 | 0    | 0      | 2     | 2      |
| 31                   | Portugal (POR)              | 0    | 0      | 2     | 2      |
| 31                   | Rumänien (ROU)              | 0    | 0      | 2     | 2      |
| 34                   | Australien (AUS)            | 0    | 0      | 1     | 1      |
| 34                   | Finland (FIN)*              | 0    | 0      | 1     | 1      |
| 34                   | Italien (ITA)               | 0    | 0      | 1     | 1      |
| 34                   | Kanada (CAN)                | 0    | 0      | 1     | 1      |
| 34                   | Mexiko (MEX)                | 0    | 0      | 1     | 1      |
| 34                   | Saint Kitts och Nevis (SKN) | 0    | 0      | 1     | 1      |
| 34                   | Ungern (HUN)                | 0    | 0      | 1     | 1      |
| Totalt (40 nationer) | Totalt (40 nationer)        | 47   | 48     | 46    | 141    |

### Fotnoter
1. ↑  Jesper von Hertzen (22 september 2015). ”Finland och Tammerfors får friidrottens junior-VM 2018?”. Yle-sporten. https://svenska.yle.fi/artikel/2015/09/22/finland-och-tammerfors-far-friidrottens-junior-vm-2018. Läst 12 augusti 2017.
2. ↑  ”WADA News, Lori-Ann Muenzer in Ontario, More 'Cross Results”. canadiancyclist.com. 11 februari 2005. http://www.canadiancyclist.com/dailynews.php?id=9732. Läst 16 mars 2024.
3. ↑  ”Two positive tests from world championships, says IAAF”. redorbit.com. 29 augusti 2005. http://www.redorbit.com/news/sports/223353/two_positive_tests_from_world_championships_says_iaaf/. Läst 16 mars 2024.
4. ↑  ”Biography Singh Neelam Jaswant”. IAAF. Arkiverad från originalet den 23 oktober 2012. https://web.archive.org/web/20121023050533/http://www.iaaf.org/athletes/biographies/country=0/athcode=172017/index.html. Läst 16 mars 2024.
5. ↑  ”Biography Piskunov Vladyslav”. IAAF. Arkiverad från originalet den 18 november 2009. https://web.archive.org/web/20091118150710/http://www.iaaf.org/athletes/biographies/country=ukr/athcode=4882/index.html. Läst 16 mars 2024.
6. ↑  ”Doping: Five 2005 world medallists caught after IAAF retests”. BBC Sport. https://www.bbc.co.uk/sport/0/athletics/21712788. Läst 16 mars 2024.
7. ↑  ”Andrei MIKHNEVICH (BLR) – results annulled from August 2005”. worldathletics.org. 31 juli 2013. https://worldathletics.org/news/iaaf-news/andrei-mikhnevich-blr-results-annulled-from. Läst 16 mars 2024.